# Françoise Gaspard
Françoise Gaspard (ur. 7 czerwca 1945 w Dreux) – francuska polityk, socjolog i historyk, działaczka feministyczna, od 1979 do 1981 posłanka do Parlamentu Europejskiego I kadencji, deputowana krajowa.

## Życiorys
Pochodzi z rodziny o tradycjach lewicowych i komunistycznych. Córka uczestnika ruchu oporu Jeana Gasparda i Paule z domu Aubé. Studiowała historię, prawo publiczne i politologię na Université de Paris X i w Instytucie Nauk Politycznych w Paryżu. W 1977 została absolwentką École nationale d’administration w ramach promocji André Malraux. Pracowała w administracji państwowej i jako wykładowca historii na Université Paris Sorbonne, uzyskała także agrégation z historii i geografii. Została pracownikiem naukowym w ramach centrum badań i interwencji społecznych École des hautes études en sciences sociales. Autorka licznych publikacji naukowych i książek z zakresu socjologii miasta, migracji, ruchów społecznych, a także historii, feminizmu i homoseksualizmu.
W 1963 wstąpiła do Zjednoczonej Partii Socjalistycznej, następnie przeszła do Partii Socjalistycznej. W kadencji 1977–1983 sprawowała funkcję mera rodzinnego Dreux. W 1979 wybrana posłanką do Parlamentu Europejskiego, przystąpiła do frakcji socjalistycznej. Z mandatu zrezygnowała w 1981, następnie przez dwie kadencje zasiadała w Zgromadzeniu Narodowym. Po zakończeniu kariery politycznej w 1988 zajęła się działalnością w organizacjach międzynarodowych i kobiecych, współpracowała przy projektach społecznych Komisji Europejskiej i była francuską delegatką przy Komisji Narodów Zjednoczonych ds. statusu kobiet. Założyła sieć wsparcia dla kobiet Demain la parité, działała również na rzecz parytetów wyborczych.
W latach 80. publicznie ujawniła swoją orientację homoseksualną. W 2013 zawarła homoseksualny związek małżeński.

## Odznaczenia
W 1994 odmówiła przyjęcia Legii Honorowej V klasy, otrzymała ją jednak w 1998. Następnie odznaczana Legią Honorową IV klasy (2008) i III klasy (2015).